# Borino (obchtina)
Borino (bulgare : Борино) est une obchtina de l'oblast de Smolyan en Bulgarie.